# Harmochirus maijdiensis
Espèce
Harmochirus maijdiensis est une espèce d'araignées aranéomorphes de la famille des Salticidae.

## Distribution
Cette espèce est endémique du Bangladesh. Elle se rencontre dans le district de Noakhali.

## Description
Le mâle holotype mesure 5,30 mm.

## Systématique et taxinomie
Cette espèce a été décrite par Biswas en 2024.

## Étymologie
Son nom d'espèce, composé de maijdi et du suffixe latin -ensis, « qui vit dans, qui habite », lui a été donné en référence au lieu de sa découverte, Maijdi.

## Publication originale
- (en) Biswas, « A new species of jumping spider genus Harmochirus Simon, 1886 from Bangladesh (Araneae: Salticidae: Harmochirinae) », Serket, vol. 20, no 2,‎ 2024, p. 68-72